# Sojuz TMA-16M
Sojuz TMA-16M – misja załogowa statku Sojuz do Międzynarodowej Stacji Kosmicznej. Był to 125. lot kapsuły z serii Sojuz od jej debiutu w 1967 roku, w tym 42. na MSK.
Rakieta nośna Sojuz-FG została odpalona 27 marca 2015 r. o 19:42 UTC na wyrzutni 1/5 kosmodromu Bajkonur, a po około 9 minutach kapsuła Sojuz z trzema kosmonautami osiągnęła niską orbitę okołoziemską. O 01:33 UTC 28 marca pojazd przycumował do Międzynarodowej Stacji Kosmicznej.
Lądowanie odbyło się 12 września 2015 r. Michaił Kornijenko i Scott J. Kelly spędzili na stacji rok, po czym wrócili na Ziemię na pokładzie Sojuza TMA-18M. Natomiast Andreas Mogensen i Ajdyn Aimbetow z załogi startowej Sojuza TMA-18M wrócili na pokładzie Sojuza TMA-16M.

## Załoga

### Podstawowa
- Giennadij Padałka (5) – dowódca (Rosja)
- Michaił Kornijenko (2) – inżynier pokładowy (Rosja)
- Scott J. Kelly (4) – inżynier pokładowy (USA)

### Rezerwowa
- Aleksiej Owczynin (1) – dowódca (Rosja)
- Siergiej Wołkow (3) – inżynier pokładowy (Rosja)
- Jeffrey Williams (4) – inżynier pokładowy (USA)

### Załoga powrotna
- Giennadij Padałka (5) – dowódca (Rosja)
- Andreas Mogensen (1) – inżynier pokładowy (Dania, ESA)
- Ajdyn Aimbetow (1) – inżynier pokładowy (Kazachstan)

## Galeria

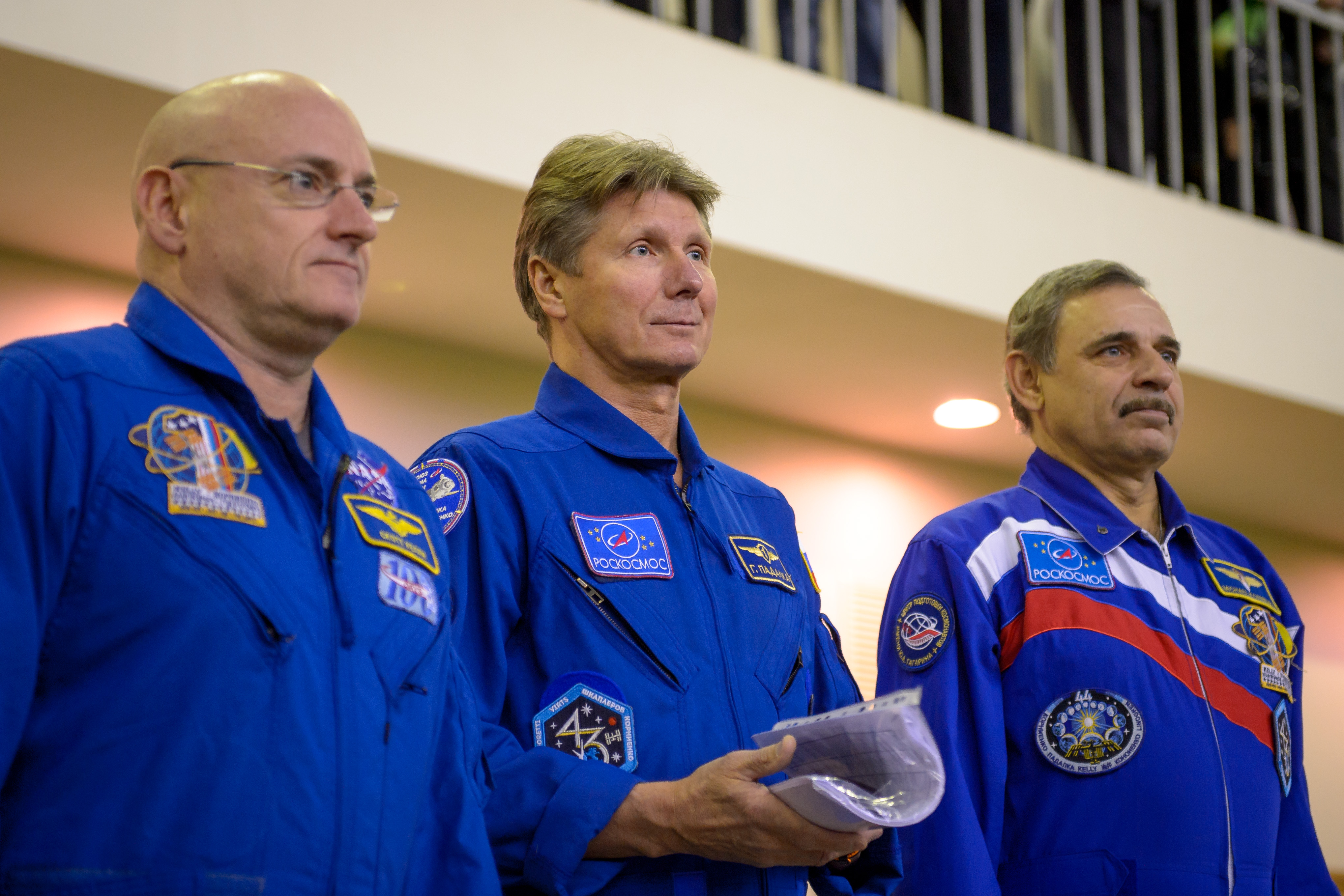
Egzaminy kwalifikacyjne przed lotem (4 marca 2015)
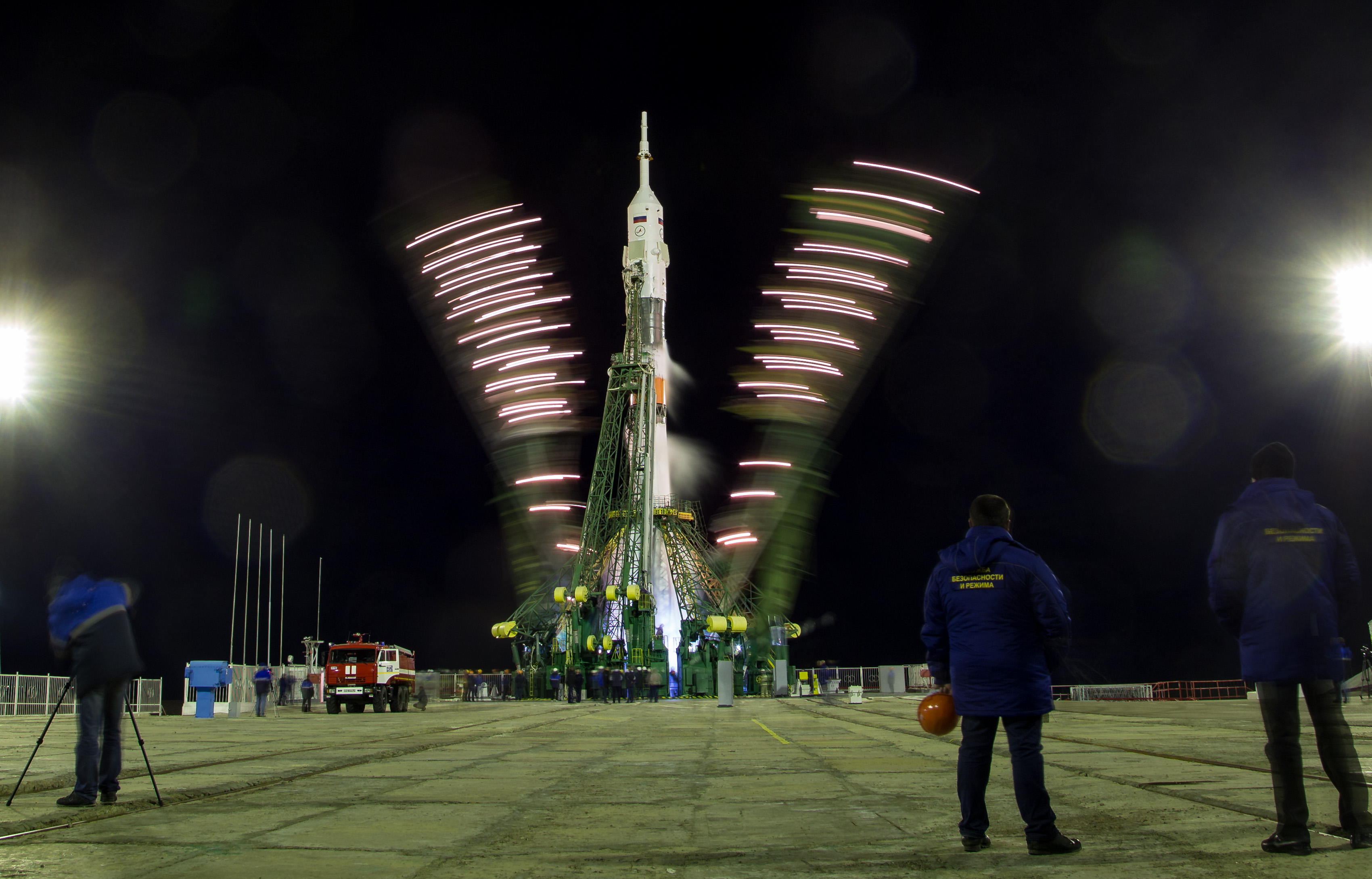
Niecała godzina przed startem (27 marca 2015)
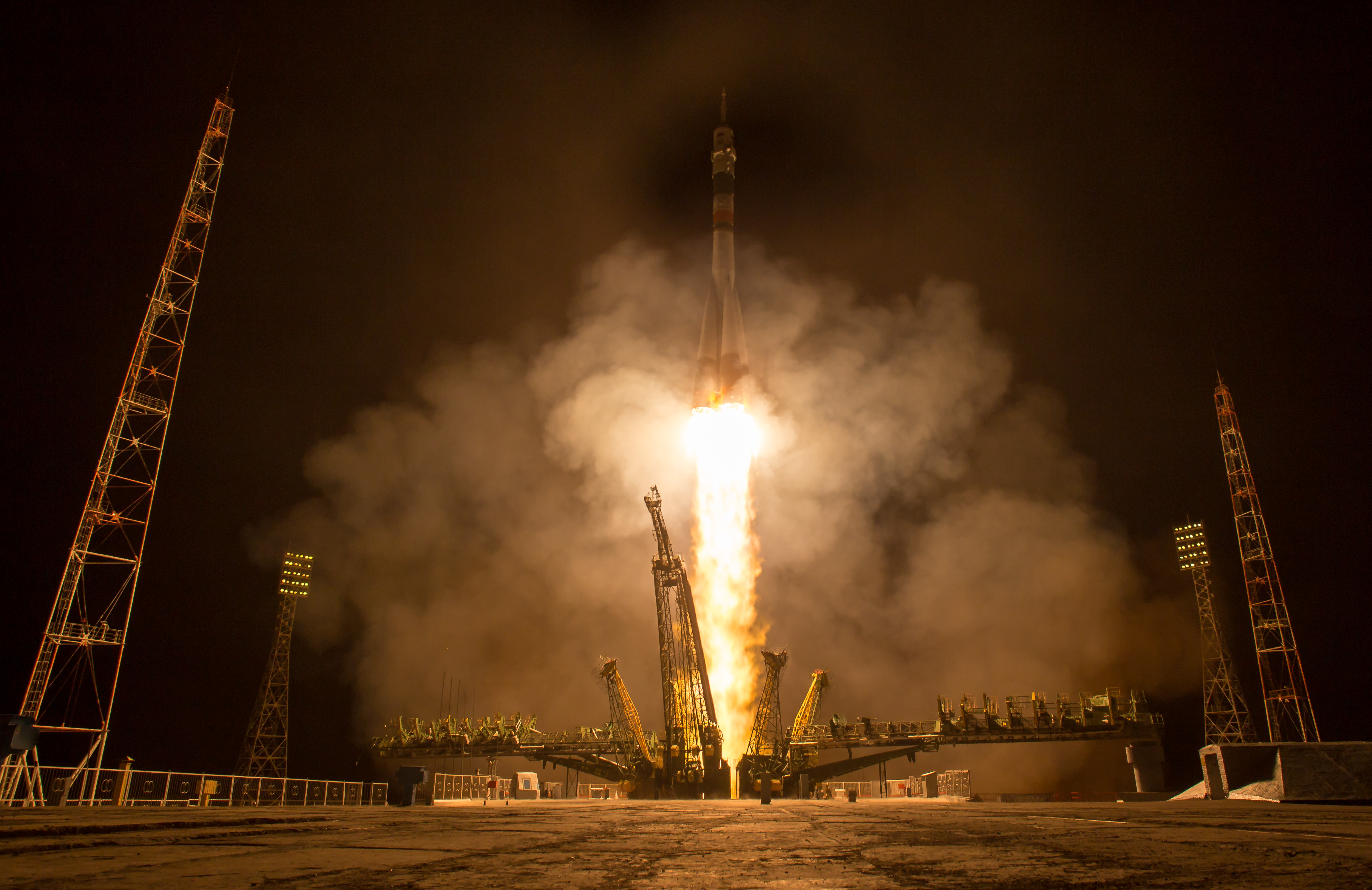
Start (27 marca 2015)
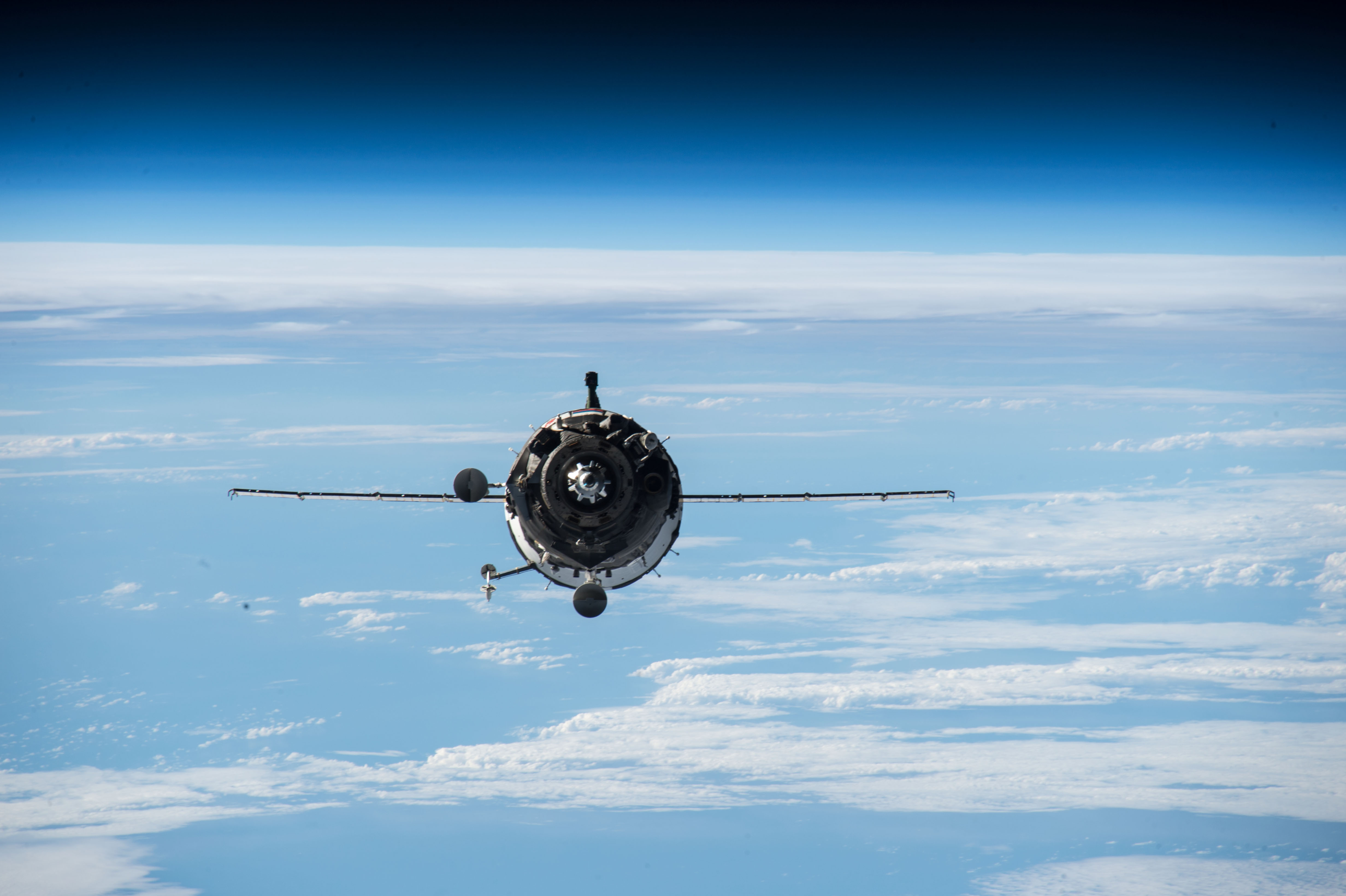
Statek zbliża się do ISS - zdjęcie ze stacji (28 marca 2015)